# Carl Frederik Dichman
Carl Frederik Dichman (født 11. november 1763 i Bergen, død november 1806) var en lærer og sproglig forfatter, far til Gustav Adolph Dichman, morfar til Arnold Heise.
Faderen Rudolph Christian Dichman (1704-19. januar 1773) var ud af en købmandsslægt i Viborg, virkede som købmand i samme by, men flyttede på et tidspunkt til Bergen, hvor han levede som købmand og byens bedemand. 23. august 1763 ægtede han Rebekka (født Blyth), med hvem han fik sønnen Carl Frederik.
1781 blev Carl Frederik Dichman fra sin fødebys katedralskole dimitteret med landets bedste eksamen til Københavns Universitet. I hovedstaden var han blandt andet ivrig gæst hos Norske Selskab, og han forelskede sig i Christiane Bergitte Diderichsen, som dog var forlovet og i 1787 blev gift med nordmanden Johan Koren, hvorefter de flyttede til Norge. Han blev 5. oktober 1790 viet til Marie (født Conradi), og de fik 9 børn.
Dichman opnåede aldrig at få eksamen fra universitet, men han blev ansat som lærer ved Efterslægtselskabets Skole, hvor han navnlig ved sin livfulde undervisning i historie fik en indflydelse på den unge Adam Oehlenschläger, som denne senere med tak mindedes så vel i sine Erindringer som i to digte til sin gamle lærer, det ene efter dennes død. På grund af den voksende børneflok måtte Dichman dog se sig om efter en mere indbringende stilling, og i 1796 blev han så lærer ved Søkadetakademiet i filosofi og de skønne videnskaber.
I denne stilling, som han bevarede til sin død (siden 1803 med titel af professor), udgav han et bind Samlinger Søetaten i Almindelighed og Søkadetakademiet i Særdeleshed vedkommende (1801), der bl.a. indeholder forelæsninger over akademiets historie, væsentligst efter utrykte kilder; men mest bekendte er dog hans to skrifter om modersmålet, hans Regler for Retskrivningen (1799), der på flere punkter (bortkastelse af "det stumme e", j efter konsonant osv.) førte udviklingen videre, og hans Forsøg til en dansk Sproglære (1800), hvis fine bemærkninger og skarpsindige iagttagelser har værd også for en senere tid, om denne end næppe vil underskrive Rasmus Nyerups dom fra 1805, at bogen "for vor Tid er, hvad Højsgaards var for det 18. Aarhundredes Midte".
Dichman var et klart hoved, en vel begavet mand, men, som det synes, en svag karakter, der ikke helt ustraffet "havde gaaet i Ewalds og Wessels Skole». Huslig kummer og næringssorger gjorde ham livet til en byrde.

## Skrifter
- Bør Hæder af Stat og Selskab anvendes? : Tale holden paa Søekadet-Akademiet ved den Gernerske Medailles Uddeling (Kbh., 1797)
- Kristian den fierdes Minde uforglemmeligt for Søekrigeren : en Tale holden paa Søekadet-Academiet ved den gernerske Medailles Uddeling (Kbh., 1797)
- I: Minerva:
  - Regler for Retskrivningen (Kbh., 1799)
  - Kort Udsigt over de vigtigste historiske Begivenheder : fra Freden til Hubertsburg og Versailles 1763 indtil Udgangen af Martii Maaned 1799, tilligemed et Anhang indeholdende Italiens nærværende geografiske og statistiske Forfatning (Kbh., 1799)
- Forsøg til en dansk Sproglære. (1800)
- Samlinger Søetaten i Almindelighed og Søkadetakademiet i Særdeleshed vedkommende. (1801)